# Associazione Pallacanetro Treviso
L'Associazione Pallacanestro Treviso, també coneguda com a Benetton Basket Treviso és un club de bàsquet de la ciutat de Treviso a Itàlia.
El club fou fundat com a Duomo Folgore, als anys seixanta adoptà el nom d'Associazione Pallacanestro Treviso. L'any 1982 va ser adquirit per l'empresa Benetton, que va fer una inversió econòmica que va situar al club a l'altura dels millors clubs italians i europeus durant els anys 90 i 2000, en els quals ha guanyat, fins al 2005, 4 lligues italianes, 7 copes i dues Recopes com a èxits més destacats.

## Palmarès
- 2 Recopa d'Europa de bàsquet: 1995, 1999.
- 5 Lliga italiana de bàsquet: 1992, 1997, 2002, 2003, 2006.
- 7 Copa italiana de bàsquet: 1993, 1994, 1995, 2000, 2003, 2004, 2005.
- 3 Supercopa italiana de bàsquet: 1998, 2001, 2002.

## Jugadors històrics
- Massimo Iacopini
- Andrea Gracis
- Audie Norris
- Toni Kukoc
- Vinny Del Negro
- Stefano Rusconi
- Terry Teagle
- Riccardo Pittis
- Davide Bonora
- Zeljko Rebraca
- Henry Williams
- Marcelo Nicola
- Denis Marconato
- Jorge Garbajosa
- Ramūnas Šiškauskas

## Entrenadors històrics
- Petar Skansi
- Arsenio Lupin
- Mike D'Antoni
- Zelimir Obradovic
- Piero Bucchi
- Ettore Messina
- David Blatt